# Focus (enciclopedia)

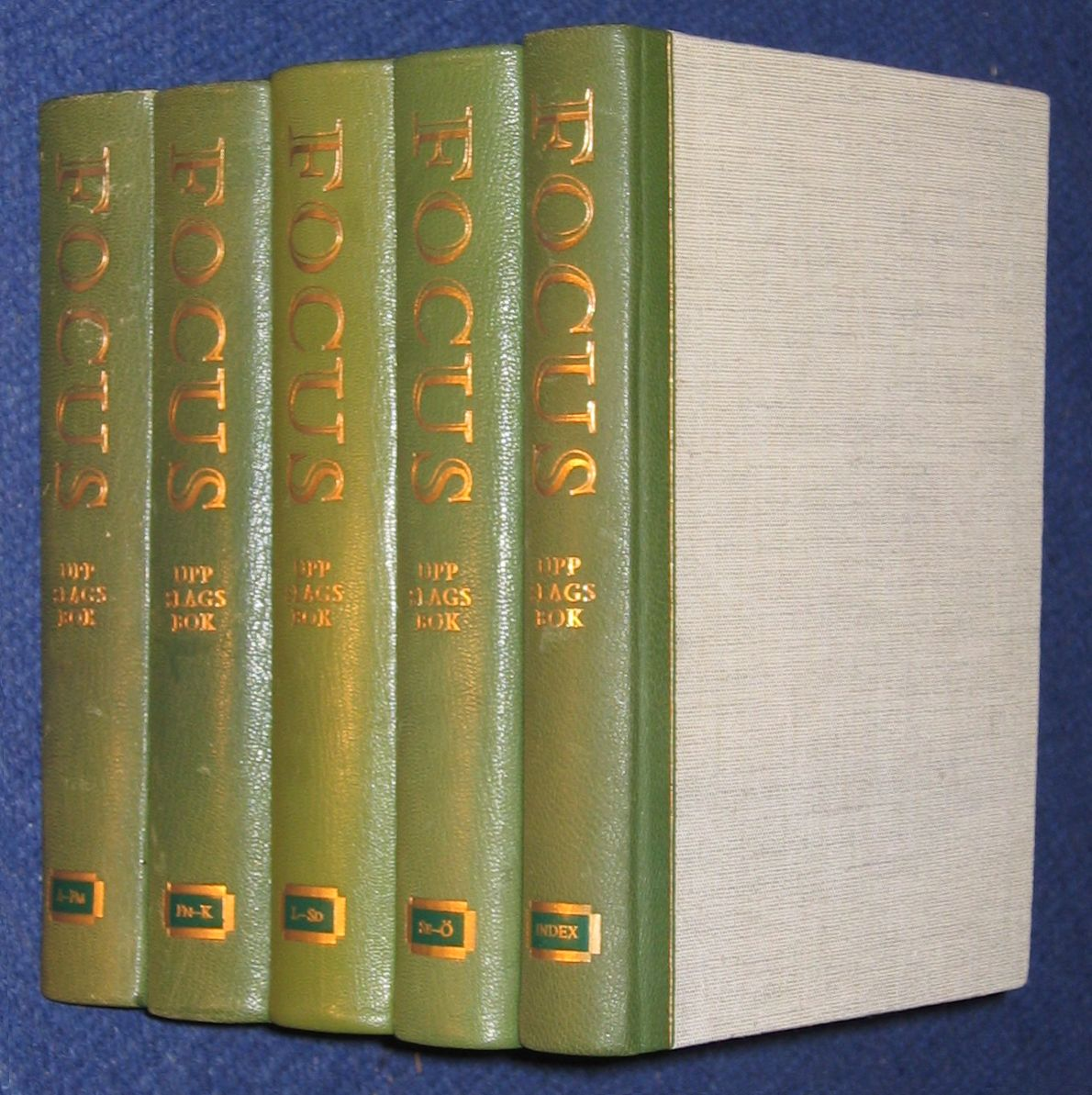
Cubiertas.

Focus es una enciclopedia publicada originalmente en sueco en 5 volúmenes 1958–1960, posteriormente extendida en volúmenes adicionales, republicada en varias ediciones, y traducida al danés, al noruego, al francés, al portugués, y al español. La edición española se publicó en Barcelona en 1965 por la editorial Argos, con 8.137 páginas y textos a doble columna.
Focus se inspiró en la ricamente ilustrada edición de 1947 de la World Book Encyclopedia estadounidense. La idea de Focus concebida por Sven Lidman (nacido en 1921) se basaba en dos principios:
1. en primer lugar, debía producirse un conjunto de ilustraciones de alto valor educativo y reutilizables internacionalmente, y a ellas se les añadiría texto que podría ser escrito posteriormente en varias lenguas, y

1. la enciclopedia básica debía ser compacta (sólo 3 o 4 volúmenes), y a ella podrían añadírsele posteriormente volúmenes adicionales especializados (Deportes en Focus, Este año en Focus, etc.).

Sven Lidman abandonó su empleo anterior en 1955 y llevó su nueva idea a la casa editora sueca Almqvist & Wiksell, pero solo pudo comenzar su empresa una vez que hubo recibido una carta de aprobación de la casa editora alemana Bertelsmann. Siendo la primera enciclopedia profusamente ilustrada que se distribuía en Suecia (y en varios otros países), las ventas de Focus fueron un éxito. La idea de sólo reutilizar las ilustraciones falló, dado que la mayoría de los editores eligieron traducir asimismo la mayor parte del texto. A la enciclopedia básica se le añadió un quinto volumen que incluía un índice, un tesauro y referencias cruzadas. De este modo, el número total de entradas ascendió de 40.000 (en los volúmenes principales) a 100.000 (con todas las entradas incluidas en el índice), satisfaciendo uno de los argumentos de venta más fuertes para las enciclopedias.
Sven Lidman abandonó Almqvist & Wiksell en 1963 para continuar su revolucionario trabajo en la lexicografía sueca en otro lugar. Su autobiografía Uppslagsboken och jag ("La enciclopedia y yo") fue publicada en 1987.